# Albatros královský
Albatros královský (Diomedea epomophora) je velký mořský pták z rodu Diomedea z čeledi albatrosovitých. Jeho rozpětí křídel je se svými téměř 3,5 m jedno z největších mezi ptáky. Až do přelomu 20. a 21. století byl albatros Sanfordův považován za poddruh albatrosa královského (subsp. sanfordi), poté byl nicméně povýšen na samostatný druh. I když ne všichni vědci toto rozdělení akceptovali, organizace jako BirdLife International či ACAP rozeznávají albatrosa královského a albatrosa Sanfordova jako dva druhy.
Většina peří albatrosa královského je bílá, pouze svrchní část křídel je černá s bílými skvrnami. Na spodní straně křídel podél jejich spodního okraje se nachází černá linka. Velký zobák je světle růžový s nosními dírkami směřujícími dopředu. Nohy jsou silné a krátké, což způsobuje kolébání albatrosa při chůzi. Duhovka je tmavá. Hřbet je silný, až to někdy vypadá, jako by měl albatros hrb. Albatrosi se živí hlavně hlavonožci a rybami, méně často salpovci, korýši a pláštěnci. K letu využívá principů svahového proudění a především dynamického plachtění, které mu umožňuje překonat tisíce kilometrů při minimálním energetickém výdeji.
Více než 99 % albatrosů královských hnízdí v kolonii na Campbellově ostrově, menší kolonie se nachází i na Enderbyově ostrově a několik jedinců zalétá na novozélandskou pevninu na mys Taiaroa, kde se páří s albatrosy Sanfordovými. Hnízda staví samec. K páření dochází v říjnu a listopadu. Samice klade pouze jedno velké bílé vejce, a to většinou jen jednou za dva roky. Na vejcích sedí oba rodiče, inkubační doba trvá 77–81 dní. Mláďata se osamostatňují po 8 měsících, kdy odlétají na několik let na moře. Poté se vracejí do kolonie, aby si našli partnera. Komplikované namlouvací rituály trvají i několik sezón, než dojde k prvnímu páření. Albatrosové žijí v monogamních svazcích a se stejným partnerem jsou po celý život. Až 80 % života stráví na moři mezi cca 30°–55° jižní šířky po celém obvodu planety. Jsou přísně chránění místními legislativami Dohodou o ochraně albatrosů a buřňáků s mezinárodním přesahem. Jsou ohrožení především komerčním rybolovem, kde představují vedlejší úlovky rybářských operací, především během lovů na dlouhou lovnou šňůru.

## Taxonomie
Druh byl poprvé popsán francouzským přírodopiscem René Lessonem. Lesson získal exemplář albatrosa od francouzského námořníka Louise Isidoreho Duperreyho, který ptáka odchytil během své průzkumné výpravy kolem světa (1822–1825). Není úplně jasné, kde byl exemplář odchycen, patrně se jednalo o oceánské oblasti kolem Nového Zélandu nebo Austrálie. Lesson druh pojmenoval Diomedea epomophora.

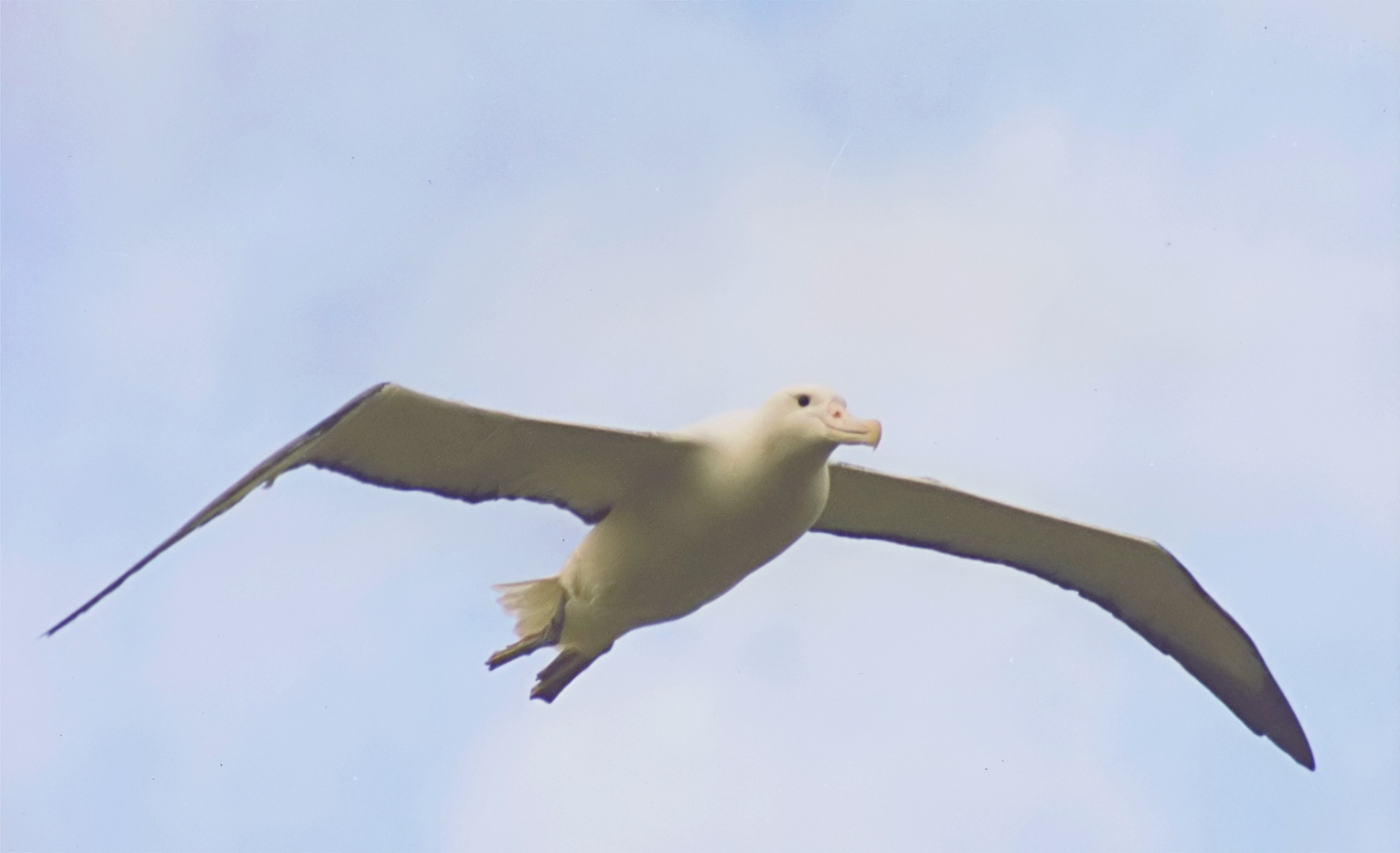
Albatros v letu

V roce 1912 Robert Murphy popsal tzv. severní variantu druhu (anglicky The Northern form) z Chathamských ostrovů. Murphy tohoto albatrosa nazval Diomedea epomophora sanfordi a v následujících desetiletích byl tento albatros považován za poddruh albatrosa královského. V roce 1998 však C. J. R. Robertson a G. B. Nunn navrhli povýšit Diomedea epomophora sanfordi na samostatný druh Diomedea sanfordi (albatros Sanfordův) kvůli některým klíčovým morfologickým odlišnostem od albatrosa královského. Toto nové rozdělení bylo přijato většinovou vědeckou komunitou v čele s BirdLife International či pracovní taxonomickou skupinou Dohody o ochraně albatrosů a buřňáků. Někteří výzkumníci (např. americký ornitolog James Clements) a organizace (např. Animal Diversity Web Michiganské univerzity) však nové rozdělení nepřejali a stále pracují s variantou dvou poddruhů albatrosů královských (epomophora a sanfordi).
Albatros královský se řadí do rodu Diomedea a čeledi albatrosovití. Tato čeleď zahrnuje jedny z nejstudovanějších ptáků vůbec (zejména albatros stěhovavý). Fylogenetické vztahy v rámci čeledi jsou po desetiletí předmětem četných, mnohdy až kontroverzních debat. Od poloviny 18. století bylo popsáno již 80 taxonů, nicméně Dohoda o ochraně albatrosů a buřňáků i Mezinárodní svaz ochrany přírody rozeznávají 22 druhů.

## Popis
Albatros královský je jeden z největších ptáků schopných letu. Dospělí jedinci měří 107–122 cm a váží 8–10 kg. Průměrné rozpětí křídel se obvykle uvádí od 2,9–3,38 m, přičemž největší naměřené rozpětí bylo 3,51 m. To představuje jedno z největších rozpětí mezi současnými ptáky. Víceméně stejné má albatros stěhovavý. V odborných publikacích se lze nicméně setkat s tím, že jeden nebo druhý albatros je větší. Dánský ornitolog Kaj Ejvind Westerskov však upozorňuje na to, že v případě dvou více či méně stejně velkých ptáků je velmi problematické porovnávat, který z nich je větší. Konečné měření totiž bude ovlivňovat velikost vzorku, technika měření, stáří ptáků i jejich pohlaví. Na konečné číslo bude mít vliv i lidský faktor nebo to, z jaké kolonie vzorek pochází. Úzce příbuzný albatros Sanfordův je o něco menší než albatros královský.
Dospělci mají hlavu, krk, tělo a ocas sněhově bílé (jedná se o nejbělejšího zástupce albatrosů). Svrchní číst křídel je černá s jemnými nepravidelnými nástřiky bílé. Vnitřní strana špičky křídel je také černá, a tenká černá linka se táhne i po vnitřní straně dolního okraje křídel po celé jejich délce. Tato linka s věkem bledne, zvláště u samců.
Zobák je dlouhý 180–190 mm u samců a 166–178 mm u samic. Má světle růžovou barvu s krémovým zakončením a černou linkou při hranách čelistí na straně skusu. Horní čelist je na konci zahnutá dolů a připomíná tak háček. Nosní dírky se nachází po stranách u kořene horního zobáku a směřují dopředu. Stejně jako u ostatních albatrosů, na nosní dírky jsou napojeny solné žlázy, které slouží k vylučování přebytečné soli, která se do trávicí soustavy dostává z mořské vody a živočichů. Duhovka je tmavě hnědá. Silné nohy mají světlou narůžovělou až namodralou barvu. Tři prsty jsou spojené blánou po celé jejich dálce. Vzhledem k tělu jsou nohy albatrosa poměrně krátké, což způsobuje, že se albatros při chůzi kolébá ze strany na stranu. Za letu nohy mírně vyčnívají za ocas. Občas je albatros napřímí směrem dopředu, takže se dotýkají peří na břiše.
Juvenilní jedinci mají hlavu, krk a tělo bílé s poměrně nevýraznou kropenatou černou barvou ve spodní části zad a na kostřeci (spodní část ocasu). Ocas je u nich bílý s černým zakončením. Svrchní část křídel je tmavá (tmavší než u dospělců) s nepatrnou bílou skvrnou v oblasti lokte.
Pohlavní dimorfismus je nevýrazný, samci bývají o něco těžší než samice a mají mírně delší zobák (o max. 22 mm).

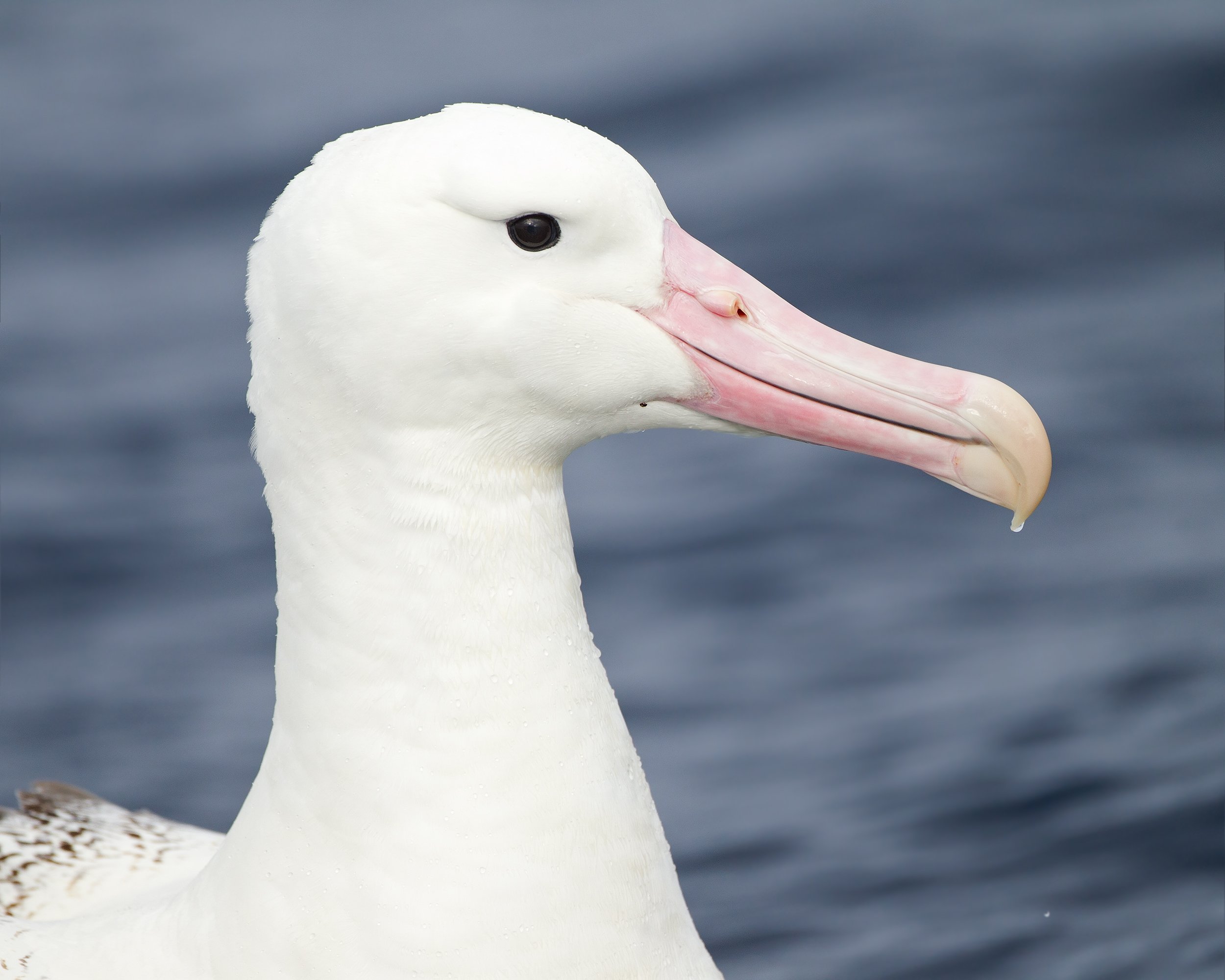
Portrét s patrnými nosními dírkami směřujícími dopředu a černou linkou podél čelistí na straně skusu
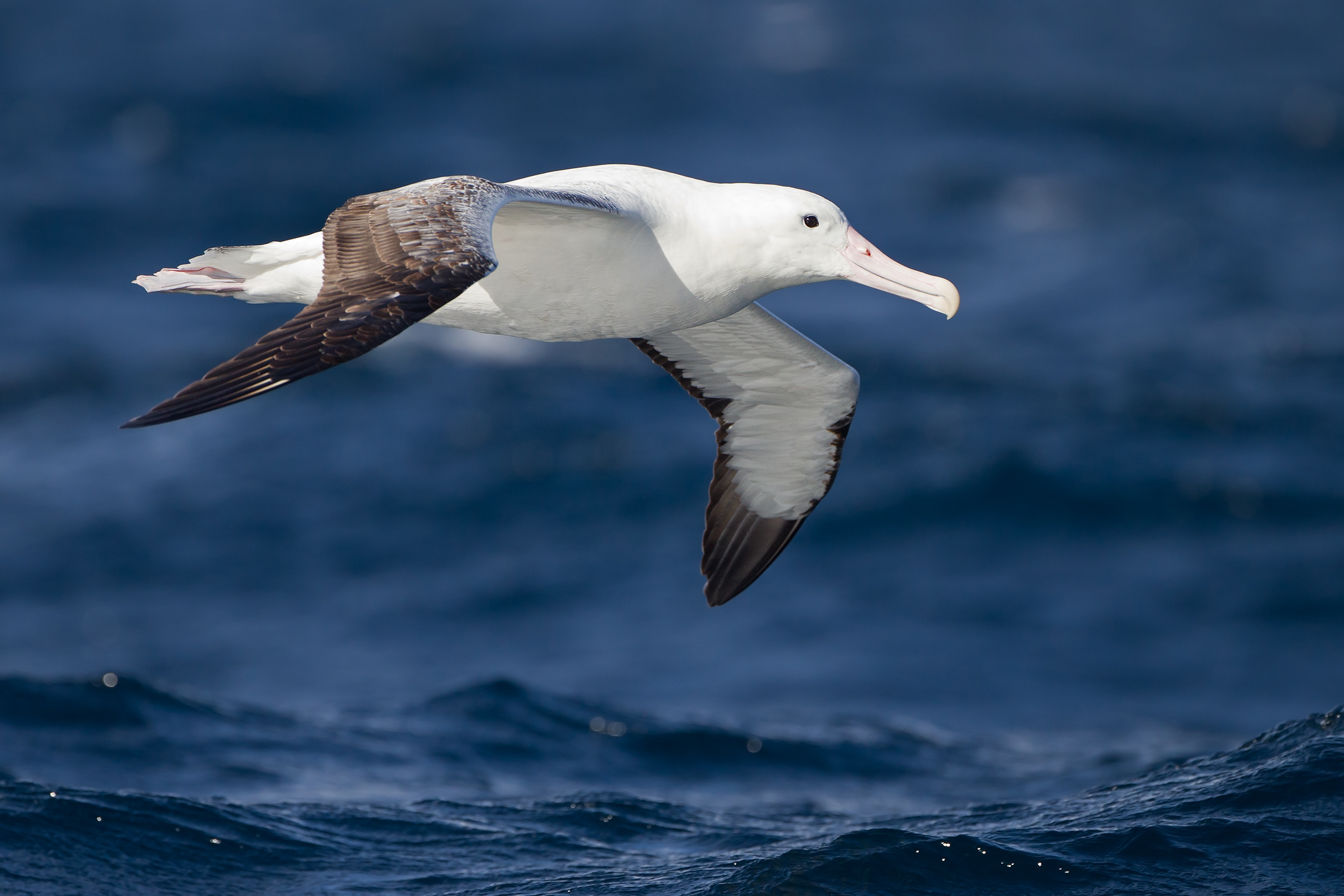
Albatros za letu s viditelnou černou linkou při okraji spodní části křídel na jejich vnitřní straně
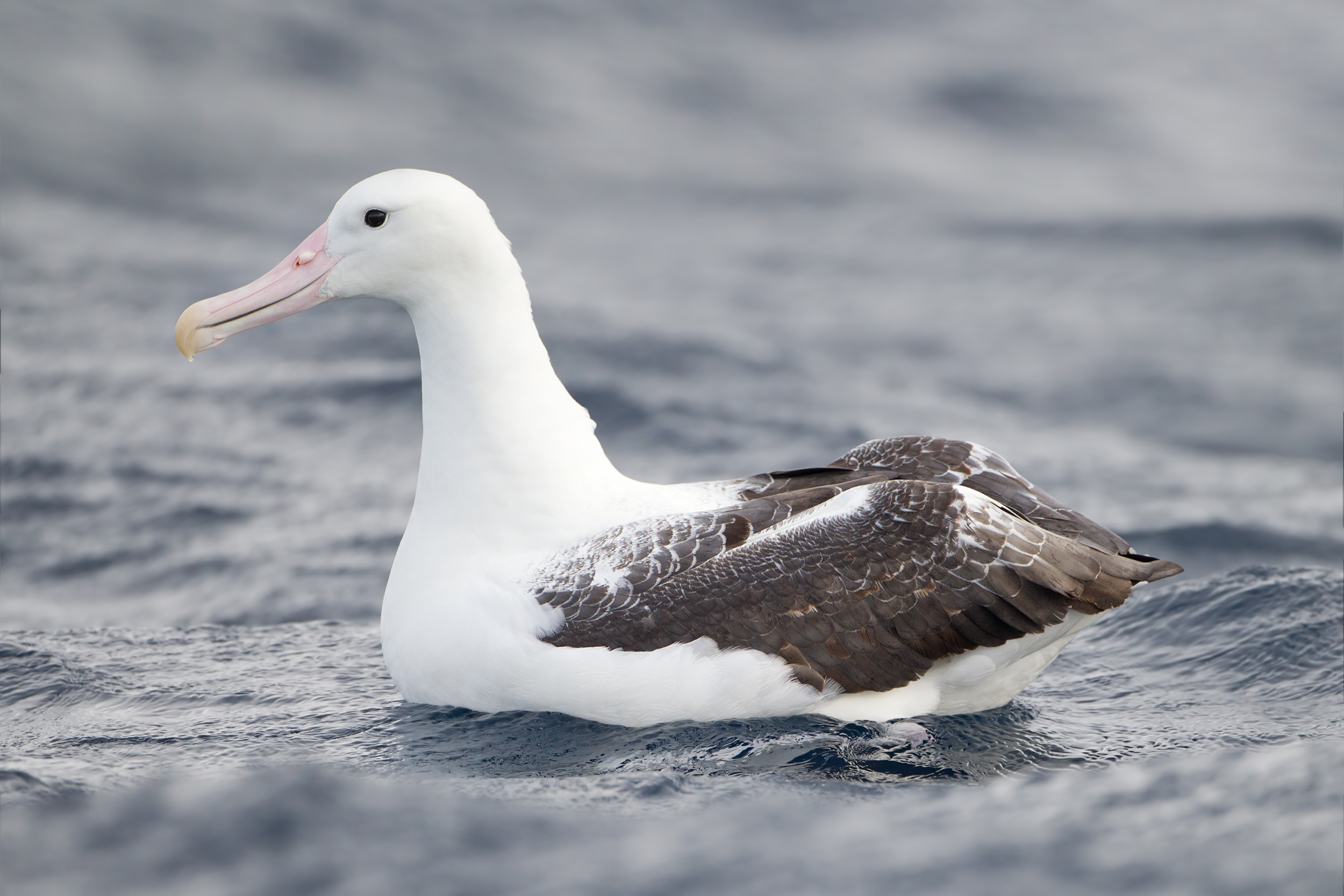
Albatros s odhalenými černými křídly s jemnými fleky bílé barvy

## Ekologie

### Životní cyklus

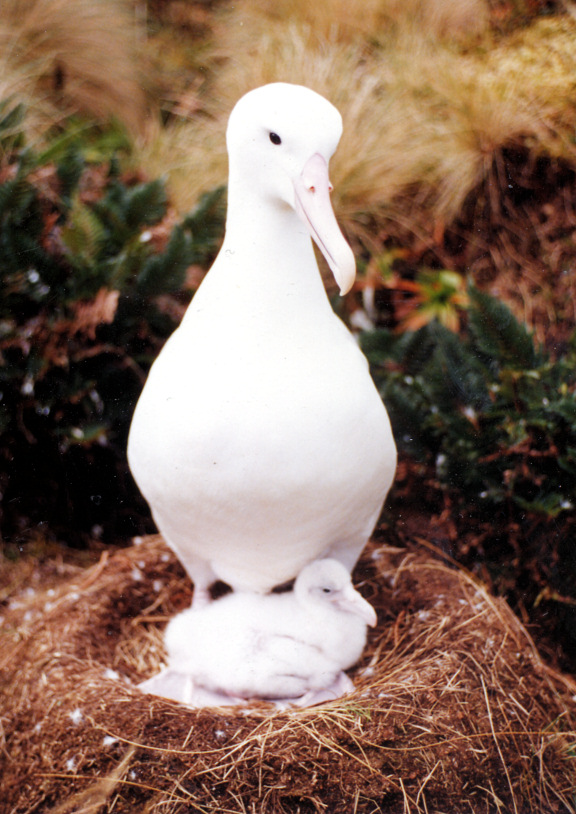
Jedinec s mládětem na Campbellově ostrově

Albatrosi královští jsou monogamní ptáci, kteří žijí se stejným partnerem po celý život. „Rozvody“ jsou velmi vzácné a nastávají snad pouze v případech, kdy jeden z partnerů zemře nebo se partnerům opakovaně nepodaří vyvést mláďata. Námluvy jsou velmi propracované a často trvají i několik po sobě jdoucích let. Během námluv dochází mezi jedinci k řadě předváděcích póz jako je kroužení zobáky, namíření zobáků směrem k nebi, dotýkání boků zobáky a roztahování dlouhých křídel. K těmto namlouvacím rituálům dochází nejméně rok předtím, než se pár spáří. Jakmile v sobě pár najde zalíbení, noví partneři si vyberou vhodné místo pro hnízdění a následující rok v říjnu na něj dorazí nejdříve samec, aby postavil hnízdo. Samice přilétá několik dní po něm a po krátkém přivítání dojde ke kopulaci.
Po spáření odlétají oba partneři na moře, kde se vydatně krmí a připravují se tak na období hnízdění. Vejce totiž představuje 5–11 % váhy samice a jeho tvorba je energeticky velmi náročná. Samec potřebuje nabrat dostatečné zásoby tuku pro sezení na vejci, protože bezprostředně po nakladení vejce samice odlétá na moře za potravou a samec začne inkubovat. Samec sedí na vejci nepřetržitě v následujících 2–3 týdnech, než ho přijde vystřídat dostatečně nakrmená samice.
Ke kladení vejce dochází v listopadu a prosinci. Samice kladou pouze jedno vejce, a to většinou pouze jedenkrát za dva roky, i když to není pravidlem. Kolem 15 % párů, kterým se úspěšně podaří vyvést mládě, se páří hned následující rok a kolem 24 % párů, kterým se nepodaří vyvést mládě, se o to pokusí až za 3 roky. Důvodem pro páření co druhý či dokonce co třetí rok je patrně dlouhá inkubační doba spolu s dlouhou dobou, po kterou se rodiče starají o mláďata (celý cyklus od páření po vyvedení mláďat trvá takřka rok). Pokud z jakéhokoliv důvodu dojde k selhání inkubace, nedochází k náhradní snůšce. Pár využívá to samé hnízdiště každý rok. Vejce mívá rozměr kolem 126×78 mm a jeho váha se pohybuje mezi 205–487 g.
Samice kladou vejce do hnízda, které představuje 10–30 cm tlustá vrstva trávy, mechu, klacíků a kapradin. Hnízdo se nachází na rovné půdě či v mírném svahu daleko od útesů v nadmořských výškách 180–350 m. Někdy albatrosi využívají skalní výběžky, propadliny a travnatou a křovinatou vegetaci, které poskytují alespoň částečnou ochranu před nepříznivým počasím. V těchto případech je však v těsné blízkosti hnízda vhodná rovná či alespoň nezarostlá plocha (jakási „ranvej“), která poskytuje dostatek prostoru k manévrování během přistání a nabrání vztlaku při rozletu. Inkubace je na ptáky netradičně dlouhá a trvá 77–81 dní a partneři se na vejcích střídají po několika dnech až týdnech. Zatímco jeden z ptáků sedí na vejci, neinkubující partner odlétá na moře za krmením.

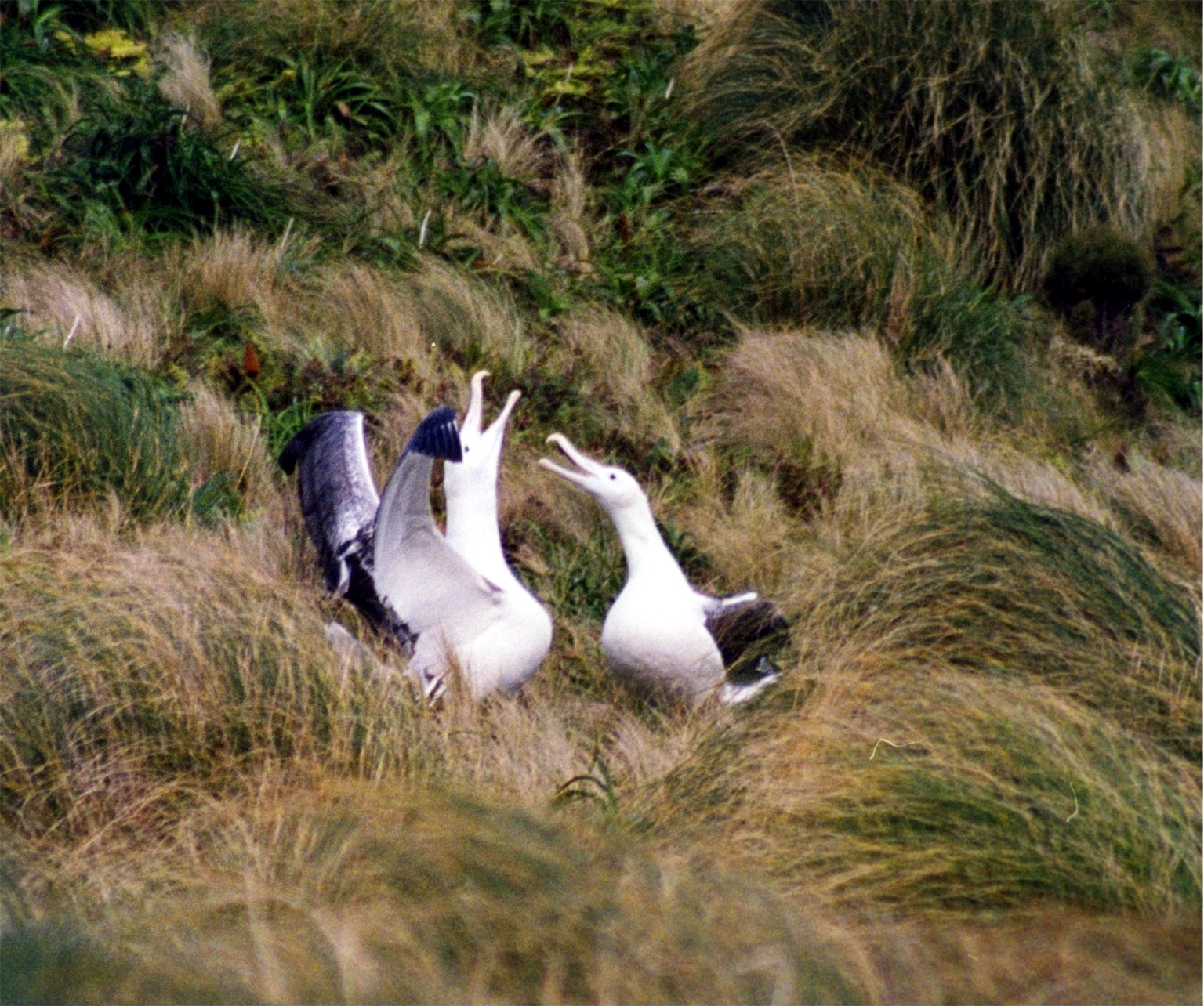
Pár albatrosů na Campbellově ostrově

Po vylíhnutí mláděte se rodiče rozletí na oceán a další péči vykonávají společně. Nejdříve se denně vrací zpět do hnízdiště, aby nakrmili své mládě částečně natrávenou potravou vyvrženou z volete spolu s žaludečními oleji, které jsou zvláště výživné. V následujících měsících je mládě krmeno ve stále delších intervalech. Postupně se učí létat a kolem 8. měsíce věku (tzn. někdy kolem října) se osamostatňuje – rozletí se na moře a začne žít bez pomoci rodičů. Další roky stráví mladí jedinci na širém moři a do mateřské kolonie se vrací až za cca 5 let, aby si našli partnery. Rodiče stráví následující rok na moři a poté se opět vrací do původního hnízdiště. K prvnímu páření dochází mezi 6.–12. rokem života, nejčastěji však mezi 8.–9. rokem.
Albatrosovití jsou známí svou dlouhověkostí. Průměrně se dožívají cca 42 let. Nejstarší zaznamenaný věk albatrosa královského byl 58 let, nicméně mohou se patrně dožít až 80 let.

### Let
Stejně jako ostatní albatrosi, i albatros královský je neobyčejně zdatný letec. Umí obratně využívat vítr k tomu, aby bez větší námahy uletěl tisíce kilometrů. K letu využívá dva letové principy, a sice svahové proudění a dynamické plachtění. Tyto techniky mu umožňují zůstat ve vzduchu po extrémně dlouhou dobu při minimálním energetickém výdeji. K redukci energie mu napomáhá i speciálně vyvinutá šlacha, která po roztažení křídel „zamkne“ křídla v napřímené pozici, takže albatros nemusí využívat svaly k jejich udržení ve vodorovné poloze. Svaly používá pouze k manévrování, kde je energetický výdej minimální.

### Potrava
Albatrosi se krmí především hlavonožci a rybami, méně často salpovci, korýši a pláštěnci. Zvláště oblíbenými jsou krakatice rodu Taonius a druhy krakatic Histioteuthis atlantica, Kondakovia longimana a Moroteuthopsis ingens. Při sběru potravy preferují především mrtvé a umírající jedince. Potravu si často hledají ve stejných oblastech jako albatros šelfový, buřňák černobílý, buřňák bělobradý, buřňák Parkinsonův, buřňák hrdliččí a buřňák dlouhokřídlý. Oblíbenými krmícími oblastmi jsou místa v blízkosti rybářských lodí.

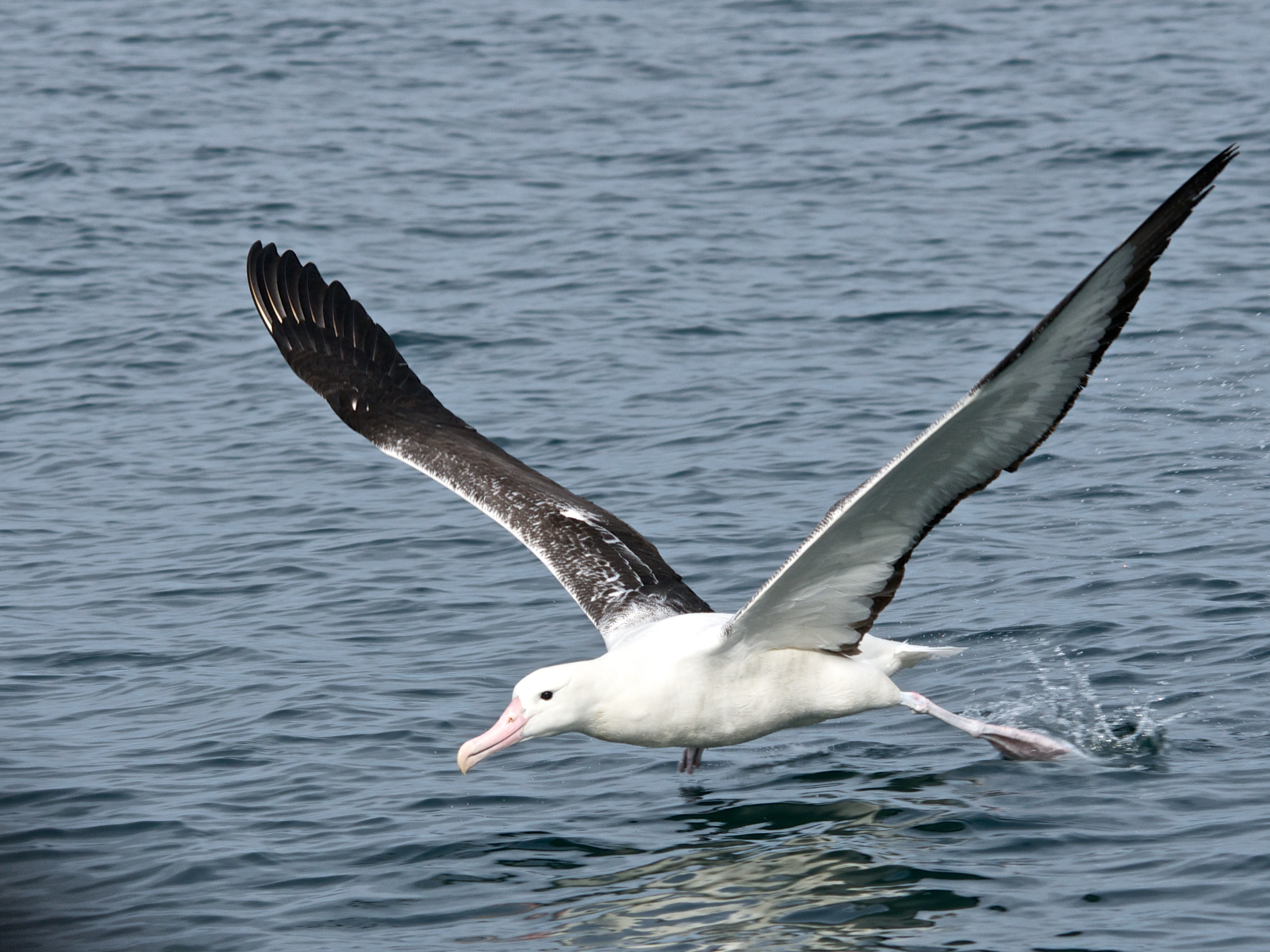
Albatros v letu loví hlavně menší kořist; pro větší živočichy dosedá na hladinu

Při chytání potravy se zaměřují na potravu dostupnou na hladině moře nebo těsně pod ní. Menší kořist jsou albatrosi schopní nabrat zobákem za letu, pro větší kořist dosedávají na hladinu. Potápí se pouze výjimečně a když, tak jen těsně pod hladinu do maximální hloubky dvou metrů. V době hnízdění se během letů za kořistí zdržují v rámci kontinentálního šelfu (především Campbellovy a Chathamské plošiny) do maximální vzdálenosti 1250 km od hnízdiště. Na lovu tráví typicky 7–12 dní, mohou ale být pryč až 16 dní. Vyhledávanou lovnou oblastí je kontinentální zlom, protože v těchto místech spodní oceánské proudy vytlačují mořské živočichy blíže k hladině. Populární oblastí sběru potravy během období hnízdění jsou vody v kolem ostrovů Snares.
Podobně jako ostatní albatrosovití, i albatros královský dokáže před pozřením potravy vykloubit vlastní čelist, což mu umožňuje roztáhnout zobák i hrdlo a spořádat tak i poměrně velké kusy ryb a hlavonožců. Byl zaznamenán případ úmrtí albatrosa následkem požití (resp. pokusu o požití) ježíka Allomycterus jaculiferus.

## Rozšíření

### Na souši
| Oblast výskytu    | Odhad počtu albatrosů   | K datu | Populační trend |
| ----------------- | ----------------------- | ------ | --------------- |
| Campbellův ostrov | 8300–8700 pářících párů | 2012   | Stabilní        |
| Enderbyův ostrov  | c. 60 pářících párů     | 2013   | Stabilní        |
| Celkem            | c. 27 200 jedinců       | 2018   | Stabilní        |

Takřka veškerá populace albatrosů královských hnízdí na Campbellově ostrově (přes 99 %). Každoročně tam zakládá hnízda 8300–8700 párů. Na ostrově připadá 3,1 hnízd na hektar. Dalších cca 60 párů hnízdí na Enderbyově ostrově. Počátkem 90. let 20. století bylo pozorováno kolem 15 párů na Adamsově ostrově a 5 párů na Aucklandově ostrově, nicméně opakovaný letecký průzkum v 10. letech 21. století žádné pářící páry nezaznamenal.
Albatrosi královští občas sídlí i na novozélandské pevnině, a sice na cípu poloostrova Otago na mysu Taiaroa, kde se páří s albatrosi Sandfordovými, kteří zde mají malou kolonii o přibližně stovce párů. Albatrosi Sandfordovi na poloostrově svévolně založili kolonii v desátých letech 20. století (i když první mládě se narodilo až v roce 1938). Albatrosové královští se zde nepáří mezi sebou a za partnery si vybírají výhradně albatrosy Sandfordovy a produkují tak hybridní mláďata.
Populace albatrosů královských je stabilní nebo mírně na vzestupu poté, co byli albatrosi zasaženi negativními dopady lidské činnosti v 19. a hlavně v první polovině 20. století (pokusy o farmaření, introdukovaní savci).

### Na moři

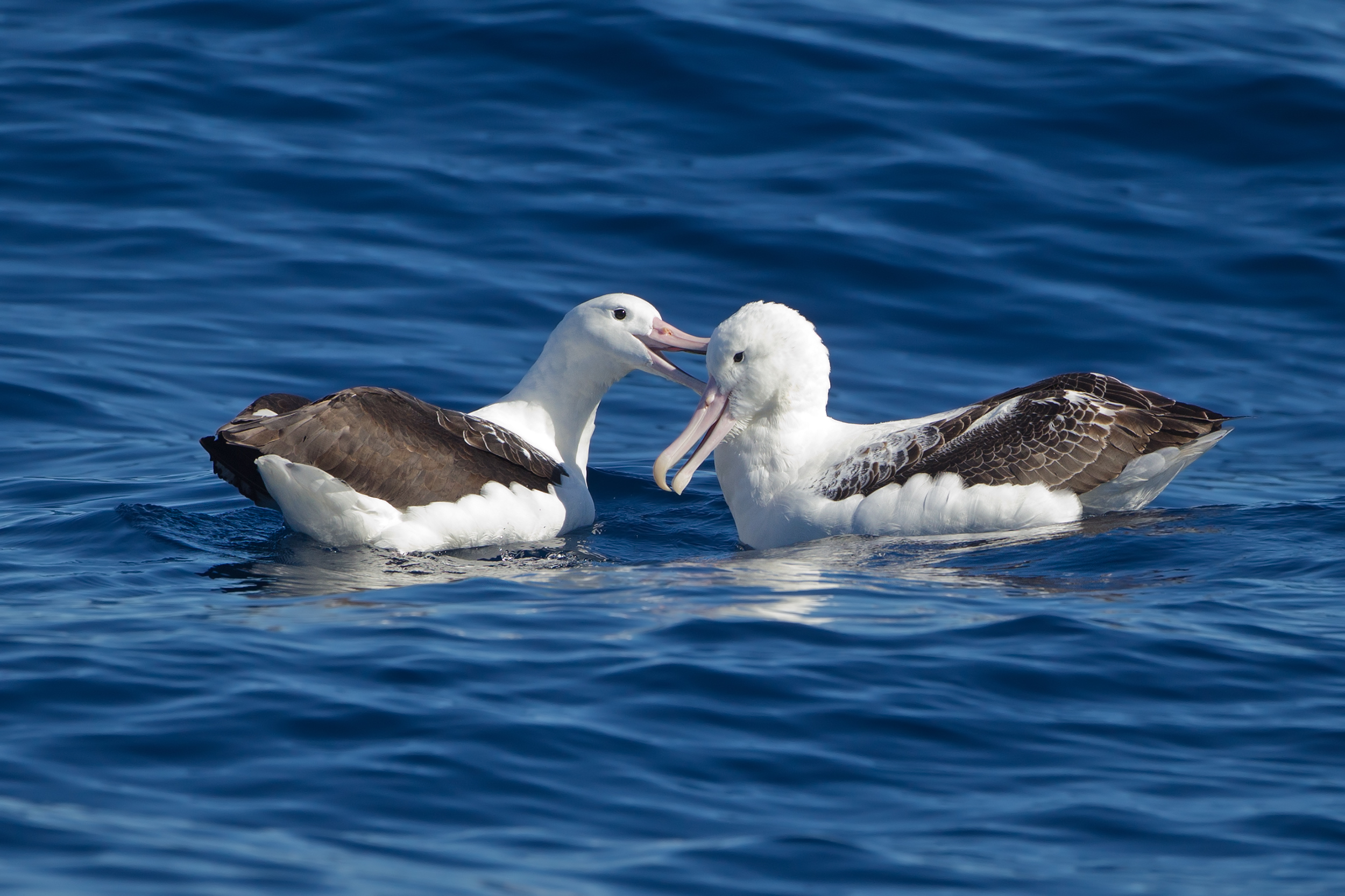
Dva albatrosi při sociální interakci na moři u Tasmánie

Pokud zrovna nehnízdí, albatrosi tráví veškerý čas na volném otevřeném moři a u pevninských břehů je lze zahlédnout pouze náhodně, většinou během silných větrů. Na moři albatrosi tráví kolem 80 % života. V době mimo hnízdění se pohybují mezi cca 30°–55° jižní šířky po celém obvodu zeměkoule. To zhruba odpovídá oceánskému pásu ohraničeného na severu Mysem Dobré naděje, Bassovým průlivem, Severním ostrovem Nového Zélandu a pobřežím Uruguaye na východě Jižní Ameriky a severním pobřežím Chile na jejím západě. Na jihu tento pomyslný pás zhruba ohraničují nejsevernější ostrovní výběžky Antarktidy (Jižní Shetlandy) a jižní vody ostrova Macquarie. Nejčastěji se nicméně vyskytují v oceánských vodách poblíž Nového Zélandu a Jižní Ameriky. Na severní polokouli nebyli albatrosi královští pozorováni.
Během pobytu na moři stráví zhruba 35 % času sezením na vodě, zbytek času stráví plachtěním.

## Ohrožení

### Historické
Na Campbellově ostrově byli albatrosi mezi lety 1890–1931 ohroženi lidskou činností spojenou s farmařením (vypalování strání, lovení albatrosů lidmi a farmářskými psy, ztráta travnatých ploch následkem pasení dobytka). Velkou ranou pro albatrosy bylo introdukování savců. Jednalo se hlavně o zdivočelé kočky, které občas pojídaly jejich mláďata. Kočky zde vyhynuly v 80. letech 20. století z neznámých příčin. Je možné, že jejich vymizení nastalo jako důsledek odstranění ovcí a následném opětovném rozšíření husté vegetace, která značně ztížila kočkám lov a zanechávala je neustále mokré, takže kočky snadno prochladly.
Na albatrosí hnízdiště měl negativní vliv i zdivočelý skot a ovce, které byly na ostrově ponechány po neúspěšných farmářských pokusech. Jak skot, tak ovce byly odstraněny během 70. a 80. let, nicméně jejich přítomnost se podepsala na celkové degradaci vegetace ostrova. Mláďata albatrosů občas zabíjeli i potkani, kteří byli na ostrovy zavlečeni na počátku 19. století. Na přelomu 20. a 21. století jich bylo na Campbellově ostrově až 200 tisíc. V roce 2001 proto Ministerstvo památkové péče zorganizovalo na tehdejší dobu největší hubitelskou akci potkanů na světě. Potkani byli vyhubeni pomocí granulí obsahující účinnou látku brodifakum, která byla shazována z helikoptér. Celkem bylo takto rozneseno 120 tun jedu po celé ploše ostrova. Průzkum v roce 2003 ukázal, že akce byla úspěšná a na ostrově se nenachází jediný potkan. Dalším potencionálním problémem v budoucnu může být nekontrolované šíření rostlin z rodu Dracophyllum, které mohou způsobit úbytek plochy dostupné pro hnízdění ptáků.

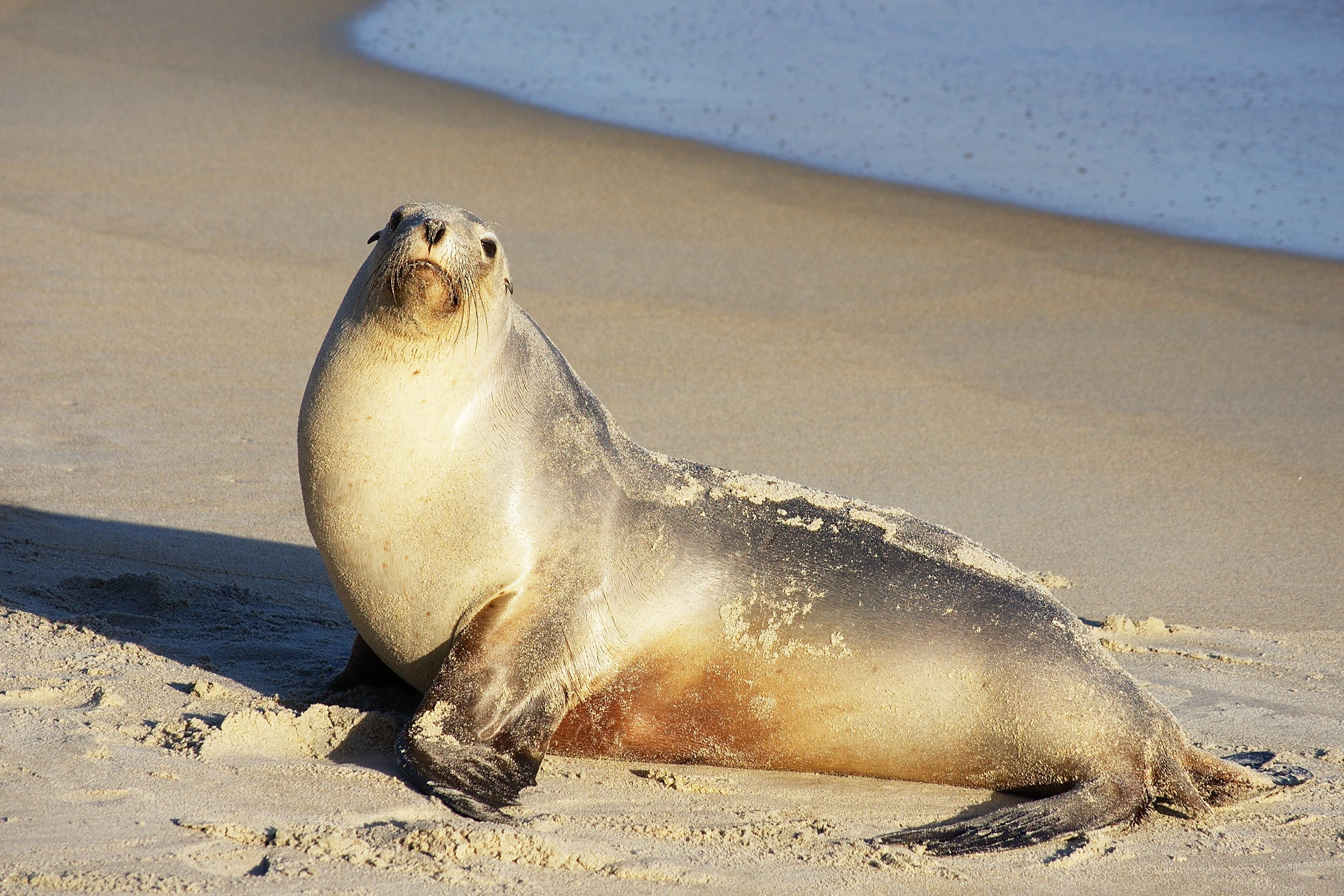
Lachtan novozélandský představuje příležitostného predátora albatrosů

Na Enderbyově ostrově se nenachází žádní introdukovaní savci, nicméně v minulosti se tam vyskytoval dobytek, myši a králíci, kteří byli vyhubeni v roce 1993.
Populaci albatrosů na Campbellově ostrově negativně poznamenalo kroužkování albatrosů od čtyřicátých do devadesátých let 20. století. Špatná technika kroužkování společně s nevhodnými kroužky způsobila vážná zranění více než 2 % albatrosů ze 35 tisíc okroužkovaných jedinců. Kolem 8 % albatrosů bylo zraněno lehce. Kroužky byly postupně nahrazeny v nultých letech 21. století.

### Novodobé
Největší novodobé ohrožení albatrosů číhá na moři v podobě dlouhých lovných šňůr komerčních rybářských lodí, do kterých se albatrosi snadno zachytí a stávají se tak vedlejšími úlovky rybářských operací. Je známo mnoho případů úmrtí albatrosů královských po zamotání do těchto šňůr nebo po zaháknutí na háčky na návazcích na těchto lovných šňůrách. Studie o vlivu oceánského znečištění (plasty, ropné skvrny) na populaci albatrosů královských chybí, nicméně předpokládá se, že bude mít negativní vliv.
Potencionální, i když relativně malý problém představují turisté. Albatrosi mohou odvrhnout svá mláďata, pokud se cítí vyrušováni.
K přirozeným predátorům albatrosů patří chaluha subantarktická, která občas pojídá jejich vejce, a lachtan novozélandský, který albatrosy napadá na moři a výjimečně i na souši. Příležitostné predátory albatrosů představují i další ploutvonožci.

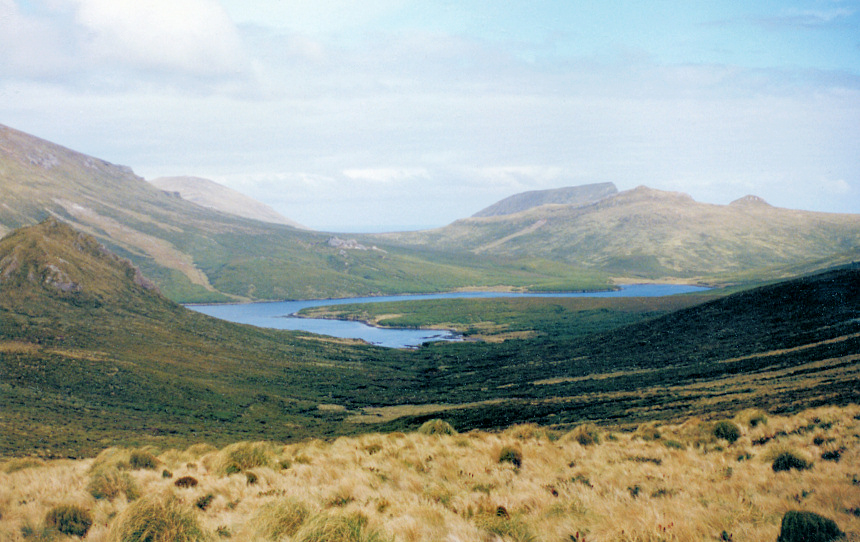
Campbellův ostrov je součástí památky UNESCO s názvem Novozélandské subantarktické ostrovy

## Ochrana
Mezinárodní svaz ochrany přírody (IUCN) hodnotí druh jako zranitelný, a to i přesto, že jeho populace je stabilní. IUCN pro status zranitelný argumentuje tím, že populace albatrosů se vyskytuje na geograficky velmi omezeném území (resp. z drtivé většiny pouze na jednom ostrově) a je tak extrémně náchylná vůči negativním vlivům lidské činnosti.
Novozélandské Ministerstvo památkové péče hodnotí druh jako „přirozeně málo běžný“ (Naturally Uncommon), což je nejnižší ze čtyř stupňů kategorie „na pokraji ohrožení“ (At Risk).
Campbellův i Enderbyův ostrov jsou navíc chráněny jako přírodní památka UNESCO s názvem Novozélandské subantarktické ostrovy. Vedle legislativní ochrany místních států jsou albatrosi chráněni i mezinárodní Dohodou o ochraně albatrosů a buřňáků z roku 2001.

## Vztah k lidem
Novozélandští Maorové nazývali všechny albatrosy jako Taora. Představovali pro ně důležitý zdroj potravy – jak vejce, tak dospělí jedinci. Existují archeologické nálezy kostí dospělých albatrosů v blízkosti maorských sídel; jelikož nebyly nalezeny žádné kosti mláďat, předpokládá se, že se v minulosti kolonie albatrosů na novozélandské pevnině nenacházely (přinejmenším ne od konce 13. století, kdy Polynésané začali osidlovat Nový Zéland). V maorské kultuře jsou albatrosi symbolem krásy a síly. Maorové zdobili kresbami albatrosů své jeskyně a shromaždiště a s oblibou nosili jejich peří, které bylo často znakem vysokého postavení člena kmene. Peří někdy sloužilo i ke zdobení přídí válečných kánoí (waka taua) a Maorové vyráběli z kostí albatrosů flétny.